# Ashraf Pahlavi
Ashraf ol-Moulk Pahlavi (en persan : اشرف پهلوی), née le 26 octobre 1919 à Téhéran et morte le 7 janvier 2016 à Monaco, est une princesse iranienne.
Elle est la fille de Reza Chah Pahlavi, fondateur de la dynastie impériale et est la sœur jumelle de Mohammad Reza Pahlavi, le dernier chah de la dynastie Pahlavi d'Iran.
La princesse joua un grand rôle politique et social sous le règne de son frère avec lequel elle entretenait une très bonne relation ce qui lui a permis d'exercer une réelle influence sur les décisions prises au plus haut niveau de l'État iranien. Elle est souvent décrite comme une des figures tutélaires des mouvements féministes iraniens.

## Biographie

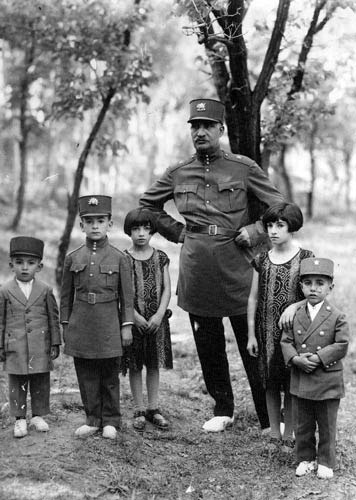
La famille impériale d'Iran (Ashraf Pahlavi est juste à gauche de son père).

Après une enfance solitaire au sein de la famille royale qu'elle décrit elle-même comme malheureuse, elle n'a jamais pu accomplir son rêve qui était d'étudier dans une université européenne. Elle fait de son esprit rebelle une force pour avoir un poids dans l'exercice du pouvoir, en s'affranchissant du rôle traditionnel de la femme qui prévalait alors.
C'est ainsi qu'en 1953, Ashraf Pahlavi joue un rôle important dans l'opération Ajax, puisque c'est elle qui doit convaincre son frère, Mohammad Reza Chah, de donner son consentement à la CIA et au SIS d'engager l'opération qui vise à destituer le Premier ministre Mossadegh après son coup d'État. Le chah, qui a souvent été décrit comme un homme indécis, s'oppose d'abord à l'opération avant d'accepter.

### Fonctions occupées
Elle occupe les fonctions suivantes :
- présidente honoraire de l'organisation du Lion et du soleil rouge, 1944 ;
- présidente de l'Organisation des femmes iraniennes, 1967-1979 ;
- membre de la Haute commission aux droits de l'homme des Nations unies, 1970 ;
- membre du comité consultatif de la conférence internationale de la femme, 1975.

Elle est aussi une porte-parole importante de son frère, dont elle a conduit plusieurs missions diplomatiques, notamment en Chine.
En septembre 1977, elle échappe à un attentat alors qu'elle séjourne à Antibes. L'attentat a eu lieu tôt le matin, alors que la princesse revenait du Palm Beach Casino de Cannes vers sa villa de Juan-les-Pins (35 boulevard Édouard-Baudoin),,.

### Exil
Après avoir dû fuir son pays pendant la Révolution iranienne qui a débouché sur l’instauration de la République islamique en 1979, elle n’a jamais oublié son pays en continuant d'être engagée politiquement et en promouvant la culture iranienne.
Ainsi, dès 1980, elle publie son autobiographie intitulée Visages dans un miroir, dans laquelle elle revient sur son histoire en lien avec les évènements politiques contemporains survenus en Iran. Peu de temps après, en 1983, elle publie un second ouvrage : Jamais résignée, dans lequel elle critique le nouveau pouvoir islamique mis en place sous l’égide de l’ayatollah Khomeiny et tente d’expliquer comment l’Iran en est arrivé là.

### Vie familiale
Elle se marie trois fois et a trois enfants :
- Shahram Pahlavi-Nia (né en 1940)
- Shahriar Shafiq (né en 1945-assassiné en 1979 à Paris)
- Azadeh Shafiq (née en 1951, morte de leucémie en 2011).

Elle est inhumée au cimetière de Monaco.
En 2014, sa résidence new-yorkaise à Manhattan (29 Beekman Place) est mise en vente à 49 millions de dollars.

## Engagement politique

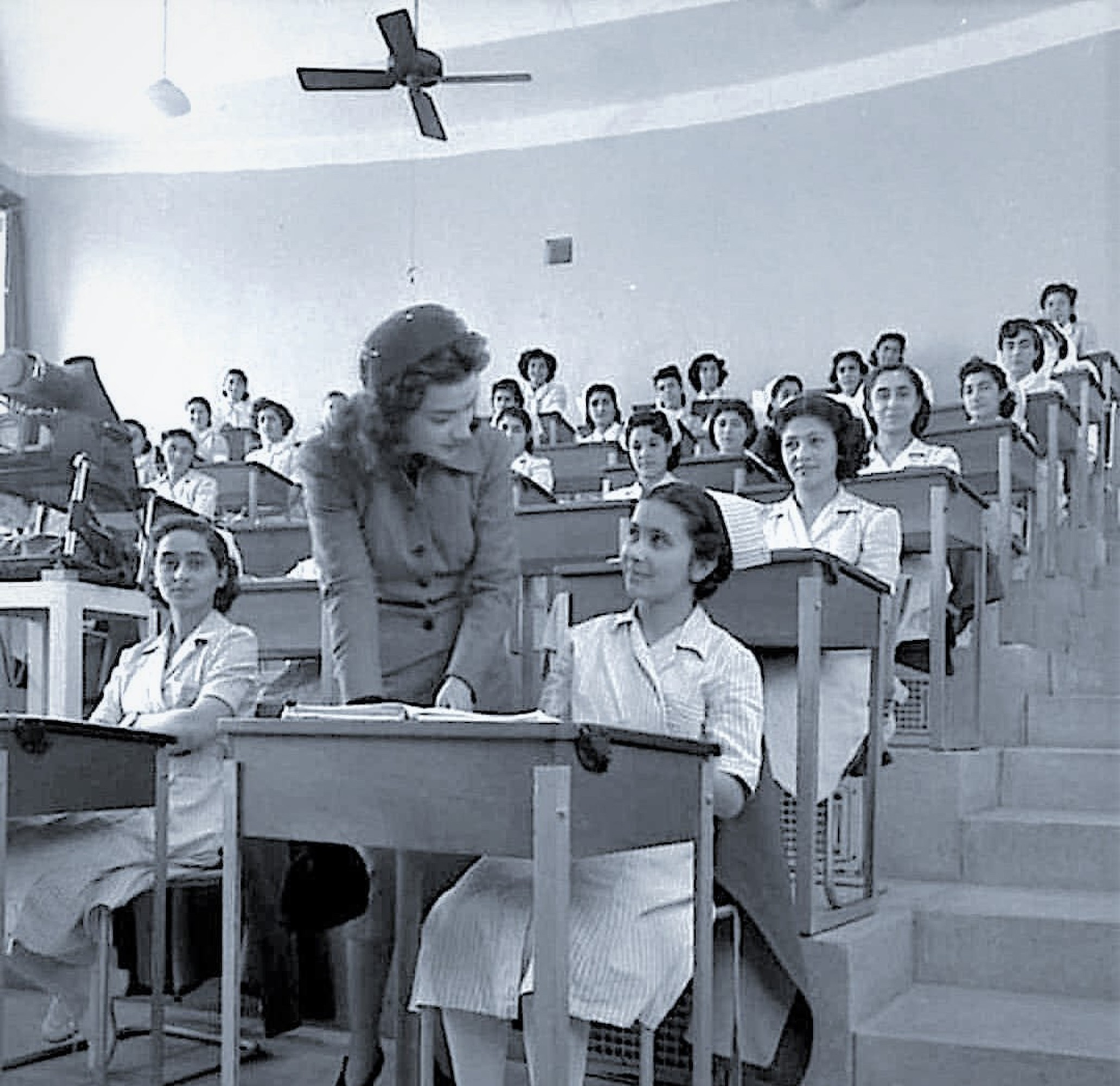
La princesse avec des étudiantes en études d'infirmière dans les années 1960.

Toast avec le président américain Jimmy Carter en 1977. Ashraf Pahlavi est à l'extrême gauche.

Ashraf Pahlavi a beaucoup œuvré en faveur de la condition des femmes en Iran au cours de sa vie. Dès sa jeunesse en 1934, elle participe à une cérémonie organisée par son père qui revêt une grande importance symbolique pour toutes les Iraniennes. Comme elle le raconte elle-même dans son autobiographie, les femmes de la famille royale, dont la princesse Ashraf, apparaissent non-voilée en public et à la suite de cela le port du voile islamique sera interdit par le chah.
Le règne de son frère Mohammad Reza Pahlavi est marqué par de nombreuses réformes modernisatrices et de rapprochement des modes de vie occidentaux. La princesse Ashraf a joué un grand rôle dans l’amélioration des droits de la femme en Iran en apparaissant comme la figure tutélaire et le porte-voix des mouvements féministes auprès du pouvoir.
Elle a fondé et pris la présidence de différentes organisations de femmes iraniennes, ce qui permettait à la fois à la famille royale de conserver un contrôle sur les mouvements politiques féministes, tout en leur permettant de s’exprimer sur leurs droits.
Ashraf Pahlavi est donc devenue en 1961 présidente du Haut Conseil des Femmes, une fédération regroupant alors 18 associations de femmes. C’est notamment grâce à son engagement que le droit de vote a été ouvert aux femmes en 1963. Par la suite, lorsqu’est approuvée la création de l’Organisation des femmes iraniennes (OFI) par le chah en personne en 1966 pour remplacer le Haut Conseil, elle est également désignée présidente. L’OFI centralise tous les mouvements et revendications féministes au sein d’une seule structure, ce qui a permis à la fois de gagner en efficacité mais aussi d’exercer un contrôle politique sur ces mouvements. Mais la princesse n’était pas non plus totalement inféodée à son frère jumeau, elle servait également ses intérêts propres et est réputée comme une redoutable femme politique.
Cet engagement politique s’est également décliné à l’international et elle a exercé des fonctions au sein d’organisations internationales, elle a par exemple conduit la délégation iranienne à l’assemblée générale de l’ONU pendant près d’une décennie. Elle a également été présidente de la commission de l’ONU sur le statut de la femme.

## Controverse
Malgré son soutien public à la cause des droits de l’homme et particulièrement à ceux afférents à la condition féminine, elle n’a cessé de soutenir le régime despotique, voire autoritaire, de son frère jumeau. Elle a également accumulé au cours de sa vie une immense fortune et menait un train de vie luxueux qui n’était pas sans déplaire à certains de ses détracteurs. Elle était par exemple une habituée des cercles de jeu sur la Côte d’Azur et était pour cela surnommée « la panthère noire » par la presse française.
Elle fut également accusée d’avoir trempé dans des affaires de trafic de drogue, et c’est la raison pour laquelle elle fit un procès au journal Le Monde après que le média eut publié dans ses colonnes un article le 6 mars 1972 mentionnant son nom dans une affaire de transport de drogue. Le jugement fut rendu le 12 juillet et la princesse en sortit gagnante.

## Publications
- Ashraf Pahlavi, Visages dans un miroir, Paris, Robert Laffont, 1992, 247 p.  (ISBN 2-221-00549-X).
- Ashraf Pahlavi, Jamais résignée, Paris, La Table ronde, 1983, 227 p.  (ISBN 2-7103-0167-9).

## Biographie
- Bertrand Meyer-Stabley, La véritable princesse Soraya, Paris, Pygmalion, 2002.